# یواس‌اس کارپلوتی (دی‌یی-۵۴۸)
یواس‌اس کارپلوتی (دی‌یی-۵۴۸) (به انگلیسی: USS Carpellotti (DE-548)) یک کشتی بود که طول آن ۳۰۶ فوت (۹۳ متر) بود.